# Fockendorf
Fockendorf är en kommun och ort i Landkreis Altenburger Land i förbundslandet Thüringen i Tyskland.
Kommunen ingår i förvaltningsområdet Pleißenaue tillsammans med kommunerna Gerstenberg, Haselbach, Treben och Windischleuba.